# ایتوپورانگا
ایتوپورانگا (به پرتغالی: Ituporanga) یک منطقهٔ مسکونی در برزیل است که در سانتا کاتارینا واقع شده‌است. ایتوپورانگا ۲۵٬۳۵۵ نفر جمعیت دارد.